# Torymus oreiplanus
Torymus oreiplanus är en stekelart som beskrevs av Jean-Jacques Kieffer 1910. Torymus oreiplanus ingår i släktet Torymus och familjen gallglanssteklar. Inga underarter finns listade i Catalogue of Life.